# Crise econômica no Sri Lanka de 2019-presente
A crise econômica no Sri Lanka é uma crise em andamento que começou em 2019 na ilha-Estado Sri Lanka. É a pior crise econômica do país desde sua independência em 1948. Levando o país à níveis sem precedentes de inflação, ao quase esgotamento de reservas em moedas estrangeiras, à falta de suprimentos médicos e o aumento do preço das mercadorias básicas. A crise é atribuída à múltiplos fatores em composição como o corte de arrecadação de impostos, a prática de criação de moeda, uma política nacional de mudança para um modelo agricultural orgânico, os atentados de Páscoa no Sri Lanka e os impactos da pandemia de COVID-19 e da invasão da Ucrânia pela Rússia em 2022. As dificuldades econômicas resultantes provocaram os protestos no Sri Lanka em 2022.
O Sri Lanka está fadado à não cumprir com o pagamento de suas dívidas estrangeiras, dado que o restante de sua reserva de US$ 1,9 bilhões em moedas estrangeiras não seria suficiente para pagar as obrigações da dívida estrangeira do país para 2022, que soma um montante de US$ 4 bilhões. O pagamento de títulos públicos no valor de US$ 1 bilhão também tem como prazo julho de 2022. A revista Bloomberg reportou que o Sri Lanka tinha o total de US$ 8,6 bilhões em pagamentos para 2022, incluindo tanto débito local quanto internacional. Em abril de 2022, o governo do Sri Lanka anunciou que não iria cumprir com suas dívidas, tornando-se o primeiro não-cumprimento da história do Sri Lanka desde sua independência em 1948 e o primeiro Estado da região à não cumprir com suas dívidas no século 21.
Em junho de 2022, o primeiro-ministro Ranil Wickremesinghe disse no parlamento que a economia havia colapsado, deixando o país incapaz de pagar pelo essencial.

## Contexto
De acordo com W. A. Wijewardena, ex-presidente do Banco Central do Sri Lanka, o país estava no caminho da crise econômica em 2015. O governo que veio ao poder em 2015 estava ciente, e havia sido alertado pelo Institute of Policy Studies (Sri Lanka) sobre o número de riscos. Enquanto que o primeiro-ministro de então, Ranil Wickremesinghe, apresentou em 2015 uma forte política econômica para lidar com a situação, a coalizão governamental não foi capaz de passar a política pelo parlamento, o que iria resultar em mais confusão nas políticas públicas dos meses posteriores. O governo não lidou adequadamente com os alertas sobre a economia e seus perigos emergentes, se consumindo em outras atividades do governo como as reformas constitucionais. Certas práticas, incluindo as usadas pelo Ministério de Finanças liderado por Ravi Karunanayake, foram mal vistas globalmente. Decisões econômicas relativas à eleição foram subestimadas, como a excessiva distribuição de brindes. O relatório do Institute of Policy Studies (Sri Lanka) de 2014 sobre o estado da economia sublinhou o dinheiro quente, as práticas preocupantes de empréstimos, as soluções temporárias e superficiais e o monopólio do investimento estrangeiro direto no setor de turismo e hospedagem. A instabilidade política em 2018 piorou ainda mais a situação econômica.
A última administração também rascunhou a Lei do Banco Central de 2019 para tornar o Banco Central independente de influências políticas banindo do Secretário do Tesouro e qualquer outro membro do governo de se tornarem membros do conselho monetário. A criação de dinheiro foi também banida, como afirma a leiː "O Banco Central não deve comprar títulos emitidos pelo governo, ou nenhuma entidade estatal, ou nenhuma outra entidade pública no mercado primário". O presidente do Banco Central de então, Dr. Indrajit Coomaraswamy, enfatizou os problemas de balanço nos pagamentos, a inflação crescente e a bolha de ativos como razões para o banimento. O partido de Sri Lanka Podujana Peramuna se opôs ao Banco Central independente e descartou a lei assim que vieram ao poder.
Muitos especialistas compararam a crise econômica no Líbano à do Sri Lanka e alertaram que o Sri Lanka também estava no caminho de não cumprir com os pagamentos de sua dívida estrangeira. Ambas as nações tem questões similares, incluindo profundas crises econômicas ocorrendo após seus sucessivos governos acumularem dívidas insustentáveis na sequência do fim de guerras civis.

## Causas

### Cortes de impostos e criação de dinheiro

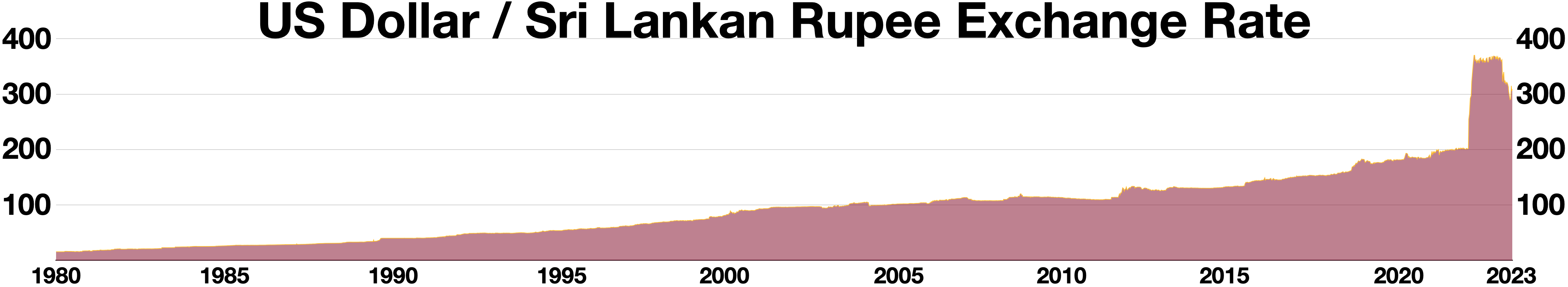
Taxa de câmbio USD / Rúpia do Sri Lanka
No início de março de 2022, a rupia do Sri Lanka começou a perder valor rapidamente

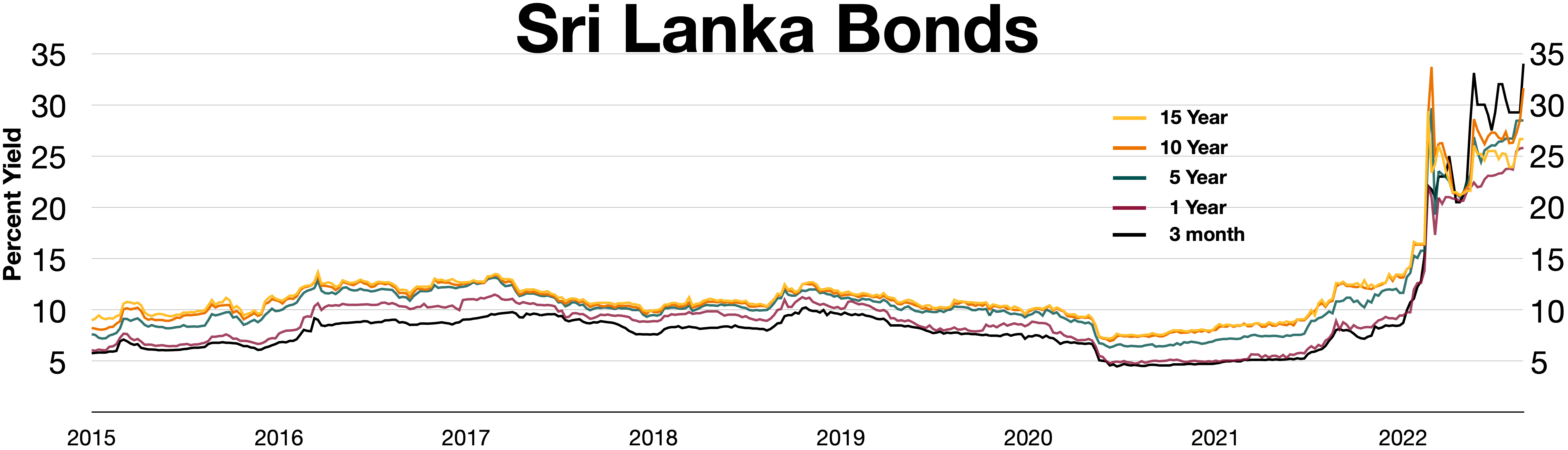
Títulos do Sri Lanka dispararam em 2022Curva de rendimento invertida no primeiro semestre de 2022.

O Governo do Sri Lanka, sob a presidência de Gotabaya Rajapaksa, fez grandes cortes de impostos que afetaram as receitas do governo e as políticas fiscais, causando um aumento dos défices orçamentais. Estes cortes incluíram o aumento dos limites de isenção de impostos que resultaram  num declínio de 33,5% nos contribuintes registados, reduzindo o IVA para 8%, reduzindo o imposto corporativo de 28% para 24%, a abolição do imposto Pague Conforme Você Ganha (PAYE) e o "imposto de construção da nação" de 2% que financiou o desenvolvimento de infraestrutura. A perda maciça de receita tributária fez com que as agências de classificação rebaixassem a classificação de crédito soberano, dificultando a tomada de mais dívidas. Em 2021, P.B. Jayasundera declarou que o Presidente Rajapaksa estava ciente da perda de receitas, mas considerou-a um "investimento" e não tinha planos de aumentar os impostos durante mais 5 anos.
Para cobrir as despesas do governo, o Banco Central começou a imprimir dinheiro em quantidades recordes, ignorando o conselho do Fundo Monetário Internacional (FMI) para parar de imprimir dinheiro e, em vez disso, aumentar as taxas de juro e os impostos, ao mesmo tempo que cortava nas despesas. O FMI alertou que continuar a imprimir dinheiro levaria a uma implosão económica. Os cortes de impostos também foram contestados pelo ex-ministro das Finanças, Mangala Samaraweera, que observou que, como o governo do Sri Lanka já tinha muito menos receita tributária em relação à maioria dos países, o que, combinado com a sua alta dívida, os cortes de impostos seriam perigosos. Samaraweera previu que “Se estas propostas forem implementadas desta forma, não só o país inteiro irá à falência, como todo o país se tornará outra Venezuela ou outra Grécia.”
Em 6 de abril de 2022, a CBSL supostamente imprimiu 119,08 mil milhões de rupias, tornando-se o maior valor relatado impresso num único dia pela CBSL no ano de 2022. O total de dinheiro adicionado aos mercados financeiros para o ano de 2022 aumentou para Rs. 432,76 mil milhões.

### Dívida externa
Até meados dos anos 2000, a dívida do Sri Lanka era principalmente de agências de empréstimos multilaterais, depois disso foi reorientada sob a liderança de Mahinda Rajapaksa para investidores e credores estrangeiros. O Sri Lanka emitiu o seu primeiro título soberano internacional em 2007, com altas taxas de juros para incentivar investidores. Segundo os comentadores, o dinheiro foi usado para financiar projetos de vaidade e não projetos de utilidade nacional.
A dívida externa do Sri Lanka aumentou substancialmente, passando de US$ 11,3 mil milhões em 2005 para US$ 56,3 mil milhões em 2020. Enquanto a dívida externa era de cerca de 42% do PIB em 2019, aumentou para 119% do seu PIB em 2021. Em fevereiro de 2022, o país tinha apenas 2,31 mil milhões de dólares restantes nas suas reservas, mas enfrentava pagamentos de dívida de cerca de 4 mil milhões de dólares em 2022, o que também inclui uma obrigação soberana internacional (ISB) de mil milhões de dólares com vencimento em julho.
Em 2020, o economista norte-americano Joseph Eugene Stiglitz publicou um relatório que culpava a política de flexibilização quantitativa implementada pelos bancos norte-americanos depois de 2008 pela exportação de bolhas de dívida para países em desenvolvimento, incluindo o Sri Lanka. No mesmo ano, a Chatham House publicou um relatório que concluiu que a crise da dívida do Sri Lanka foi principalmente "resultado de decisões de política interna e foi facilitada por empréstimos e política monetária ocidentais". A investigação deles apontou que, depois de 2008, os bancos centrais ocidentais favoreceram uma política monetária de flexibilização quantitativa, o que criou baixas taxas de juros globais e facilitou amplamente a onda de empréstimos e gastos de Rajapaksa, que tomou grandes empréstimos de ISBs com juros baixos. No entanto, a redução da flexibilização quantitativa nos EUA após 2013 aumentou drasticamente os custos de empréstimos do Sri Lanka, e as taxas de juros dobraram, para aproximadamente 10% para empréstimos de curto prazo, enquanto as taxas de longo prazo saltaram de 7 a 8% para 11 a 13%. A incapacidade de defender a sua moeda reduziu ainda mais as reservas estrangeiras do Sri Lanka para apenas 6 mil milhões de dólares em 2016.
Em 2020, a S&P Global Ratings disse que as fontes de financiamento existentes do Sri Lanka não pareciam suficientes para cobrir as suas necessidades de serviço da dívida, estimadas em pouco mais de US$ 4,0 mil milhões em 2021. De acordo com a agência Bellwether, "Para resolver o 'problema orçamental' do Sri Lanka no pagamento da dívida, os leilões de títulos do Tesouro têm de ter sucesso. Quando isso for feito, o 'problema de transferência' de divisas será automaticamente resolvido... Em vez disso, com leilões falhados de títulos do Tesouro cheios de dinheiro impresso, o país está a afundar-se cada vez mais na dívida."
Para resolver a crise da dívida, Bellwether observou que o Sri Lanka precisaria de um plano fiscal e de uma política monetária confiáveis, aumentando os impostos para pagar a dívida, e as taxas de juros e a abertura das importações permitiriam que os impostos retornassem ao Tesouro. Embora seja possível aumentar as taxas e gerar dólares para pagar a dívida externa reduzindo o crédito interno, não é prático fazer isso de forma contínua por muitos anos. Se os investidores virem as reservas estrangeiras a aumentar após os pagamentos da dívida, a confiança poderá regressar, mas é uma tarefa árdua, que pode ou não funcionar, dada a ideologia atual.
Em setembro de 2021, o governo anunciou uma emergência económica, pois a situação foi ainda mais agravada pela queda da taxa de câmbio da moeda nacional, pelo aumento da inflação como resultado dos altos preços dos alimentos e pelas restrições pandémicas no turismo, que diminuíram ainda mais o rendimento do país. Isto levou o Sri Lanka à beira da falência devido à queda das reservas estrangeiras para 1,9 mil milhões em março de 2022, sendo insuficiente para pagar as obrigações da dívida externa de US$ 4 mil milhões e um pagamento de Título Soberano Internacional (ISB) de US$ 1.000 milhões para o ano de 2022. A taxa de inflação nacional aumentou para 17,5% em fevereiro de 2022, de acordo com o Índice Nacional de Preços ao Consumidor.
O governo devolveu US$ 500 milhões de Títulos Soberanos Internacionais, com vencimento em Janeiro de 2022, apesar da crescente oposição de analistas económicos e especialistas, que aconselharam o governo a adiar o pagamento do ISB, a fim de preservar as reservas estrangeiras.
Em 12 de abril de 2022, o Sri Lanka anunciou que deixará de pagar a sua dívida externa de US$ 51 mil milhões.

### Armadilha da dívida
Numerosos observadores descreveram os empréstimos feitos ao Sri Lanka pelo Banco Exim da China para construir o Porto Internacional de Hambantota e o Aeroporto Internacional Mattala Rajapaksa, que se revelaram elefantes brancos não rentáveis, como exemplos de diplomacia de armadilha da dívida e de empréstimos predatórios. A China é o maior credor bilateral do Sri Lanka.
Em 2007, as empresas estatais chinesas China Harbour Engineering Company e Sinohydro Corporation foram contratadas para construir o porto por 361 milhões de dólares. A Exim financiou 85 por cento do projeto a uma taxa de juro anual de 6,3 por cento. Depois de o projeto ter começado a dar prejuízos e de o fardo do serviço da dívida do Sri Lanka ter aumentado, o seu governo decidiu arrendar o projeto à empresa estatal China Merchants Port, num contrato de arrendamento de 99 anos, mediante pagamento em dinheiro. Os $ 1,12 mil milhões de dólares de arrendamento à empresa chinesa foram utilizados pelo Sri Lanka para resolver problemas de balança de pagamentos.
A diplomacia da armadilha da dívida é considerada "uma preocupação grave para países em desenvolvimento como o Sri Lanka" pelo Instituto de Política de Segurança e Desenvolvimento. Tanto a administração norte-americana Trump como a Biden descreveram a ocorrência de uma diplomacia chinesa de armadilha da dívida, especialmente no caso do Sri Lanka.
O antigo primeiro-ministro do Sri Lanka, Mahinda Rajapaksa, defendeu a relação do país com a China e rejeitou a imagem de armadilha da dívida do país, acrescentando que "a China concedeu empréstimos concessionais para muitos projetos de infraestruturas [durante o desenvolvimento pós-conflito]". Em relação ao Porto de Hambantota, acrescentou: "O Porto de Hambantota não é uma armadilha da dívida". Rajapaksa rejeitou a opinião de que o Sri Lanka foi forçado a celebrar um contrato de arrendamento de 99 anos com uma empresa chinesa devido à incapacidade de pagar as dívidas do projeto, afirmando que o projeto é comercialmente viável e está a transformar a infraestrutura portuária global do Sri Lanka.
Deborah Bräutigam contestou a utilização do termo “diplomacia da armadilha da dívida”. Ela disse que a Agência Canadiana de Desenvolvimento Internacional financiou o estudo de viabilidade do porto da empresa canadiana de engenharia e construção SNC-Lavalin, e o seu estudo concluiu em 2003 que a construção de um porto em Hambantota era viável. Um segundo relatório de viabilidade, concluído em 2006 pela empresa de engenharia dinamarquesa Ramboll, chegou a uma conclusão semelhante.
Segundo Bräutigam, o porto de Hambantota tinha de assegurar apenas uma fração da carga que passava por Singapura para justificar a sua existência. Vários governadores do Banco Central do Sri Lanka disseram a Bräutigam que Hambantota (e as finanças chinesas em geral) não eram as principais fontes de dificuldades financeiras do país, e Bräutigam disse que o Sri Lanka não deixou de pagar nenhum empréstimo à China.
Colombo tinha inicialmente organizado um resgate do FMI, mas decidiu angariar os fundos necessários através do arrendamento do Porto de Hambantota, que apresentava um fraco desempenho, a uma empresa experiente, tal como o estudo de viabilidade canadiano tinha recomendado. Asanga Abeyagoonasekera, um académico do Sri Lanka, alertou para uma “armadilha estratégica” chinesa no Sri Lanka. O termo diplomacia da armadilha estratégica foi cunhado por Asanga Abeyagoonasekera e publicado inicialmente em 16 de setembro de 2021, avaliando a diplomacia da armadilha da dívida chinesa no Sri Lanka numa entrevista à Voice of America.
A Chatham House publicou um artigo de investigação em 2020 concluindo que o problema da dívida do Sri Lanka não estava relacionado com os empréstimos chineses, mas resultou mais de "decisões de política interna" facilitadas pelos empréstimos e pela política monetária ocidentais do que das políticas do governo chinês. No entanto, embora a dívida externa devida à China fosse oficialmente de 10% da dívida total em Abril de 2021, alguns responsáveis afirmaram que o total de empréstimos da China era muito superior, tendo em conta os empréstimos a empresas estatais e ao banco central.
Os jornais locais publicaram caricaturas do Sri Lanka a pedir dinheiro aos países vizinhos da SAARC. Observadores indianos notaram que o projeto do Porto de Colombo com a China acelerou a crise da dívida do país. De acordo com a mídia estatal chinesa, este é o maior projeto da China no Sri Lanka e tem um valor total de US$ 1,4 mil milhões. Os danos causados à outrora próspera indústria do turismo pela pandemia da COVID-19 também foram responsabilizados por não conseguir gerar receitas suficientes para pagar as dívidas do país.
O Instituto Lowy da Austrália afirmou que o Sri Lanka "não estava enredado numa armadilha da dívida chinesa", uma vez que 47% da dívida externa do Sri Lanka é devida aos mercados de capitais internacionais, enquanto 22% é detida por bancos multilaterais de desenvolvimento, seguido pelo Japão, com 10%. Os defensores da teoria da armadilha da dívida observaram que "calcular o volume de empréstimos concedidos por outras nações estrangeiras e de obrigações soberanas/empréstimos comerciais privados em comparação com os da China é um argumento frequentemente citado para rejeitar a teoria da diplomacia da armadilha da dívida". Em janeiro de 2022, o gabinete do Presidente Gotabhaya Rajapaksa declarou que apelaria à China para reescalonar o seu fardo da dívida durante as conversações com o ministro dos Negócios Estrangeiros chinês, Wang Yi. Em março de 2022, não houve nenhuma resposta oficial da China.

### Queda das remessas estrangeiras
O Banco Central do Sri Lanka, sob o comando de Cabraal, tentou manter a rupia do Sri Lanka atrelada, ao mesmo tempo em que continuava com a impressão pesada de dinheiro e controles cambiais rigorosos, reduzindo assim o valor de mercado da rupia. Assim, em fevereiro de 2022, enquanto o governo tentava manter a moeda atrelada a Rs. 200/- para o dólar americano, o valor de mercado não oficial da rupia ultrapassou 248 por dólar. Como consequência, a credibilidade do Sri Lanka entre os credores foi prejudicada, agravando ainda mais o desafio de aceder aos mercados financeiros internacionais para efeitos de contração de empréstimos. Isto levou os trabalhadores estrangeiros a remeterem dinheiro através de canais não oficiais, fazendo com que os bancos do Sri Lanka ficassem sem moeda estrangeira e as remessas estrangeiras entrassem em colapso, com uma redução de 61% nas remessas oficiais em Janeiro de 2022.
Por sua vez, Cabraal ameaçou congelar as contas bancárias daqueles que utilizam métodos não oficiais de transmissão de dinheiro. Cabraal começou então a visar exportadores de mercadorias e serviços com requisitos de entrega de dólares por parte dos exportadores, forçando o saldo residual após a utilização dos rendimentos da exportação a ser convertido em rupias e convertendo à força dólares em contas cambiais de residentes do Sri Lanka que ganham salários em dólares, ignorando as preocupações de que isso criaria uma situação semelhante às remessas.
Enquanto os bancos enfrentavam dificuldades, Cabraal emitiu cartas de advertência aos CEO dos bancos exigindo adesão estrita à taxa de conversão fixa. O antigo vice-governador do CBSL WA Wijeywardana criticou as políticas, chamando-as de "Cabraalnomics 2.0", observando que os dólares estão a desaparecer dos mercados oficiais, enquanto um mercado negro dinâmico superior fez com que os exportadores e os imigrantes evitassem o sistema bancário formal, resultando no desmantelamento do poder do Banco Central como regulador cambial.

### Turismo
O sector do turismo do país representava mais de um décimo do PIB do Sri Lanka. O setor foi afetado negativamente pelos atentados da Páscoa de 2019 e a pandemia de COVID-19 impediu a recuperação. O turismo rendeu ao Sri Lanka 4,4 mil milhões de dólares e contribuiu com 5,6% para o PIB em 2018, mas caiu para apenas 0,8% em 2020. Numa previsão fracassada em abril de 2021, o Banco Mundial declarou: “Apesar do alto impacto da pandemia da COVID-19 na economia do Sri Lanka e na vida de seu povo, a economia recuperará em 2021, embora ainda haja desafios."

### Crise agrícola
O Sri Lanka era autossuficiente na produção de arroz, com importações limitadas a arroz especial, como o Basmati. Em abril de 2021, o presidente Gotabaya Rajapaksa anunciou que o Sri Lanka permitiria apenas a agricultura orgânica, proibindo fertilizantes inorgânicos e fertilizantes à base de agroquímicos. A queda na produção de chá resultante da proibição de fertilizantes resultou em perdas económicas de cerca de 425 milhões de dólares e criou uma queda de 20% na produção de arroz apenas nos primeiros seis meses, revertendo a autossuficiência anteriormente alcançada na produção de arroz e forçando o país a importar arroz por 450 milhões de dólares. A situação na indústria do chá foi descrita como crítica, com a agricultura no âmbito do programa orgânico a ser descrita como dez vezes mais cara e a produzir metade da produção dos agricultores.
O programa foi bem recebido pela sua conselheira Vandana Shiva, mas ignorou as críticas das comunidades científica e agrícola que alertaram para o possível colapso da agricultura,  incluindo uma crise financeira devido à desvalorização da moeda nacional, que gira em torno da indústria do chá. Várias alegações do governo para justificar a transição para a agricultura orgânica foram comparadas ao Lysenkoísmo pelos críticos: por exemplo, Anuruddha Padeniya, um membro da taskforce presidencial que levou a cabo a transição para a agricultura orgânica, afirmou que Plínio, o Velho, afirmou que os antigos cingaleses viveram cerca de 140 anos, enquanto os métodos agrícolas modernos resultaram numa redução para metade, para 74 anos.
Tanto o Dr. Anurudha Padeniya, Presidente da GMOA, quanto Gotabaya Rajapaksa associaram o uso de fertilizantes químicos à doença renal crónica (DRC), mas investigações científicas apontaram para a alta dureza da água devido à alta concentração de minerais, principalmente flúor e magnésio, em áreas com alta prevalência de DRC combinada com altas temperaturas como a causa mais provável. A Organização Mundial da Saúde também duvidou que o uso de fertilizantes químicos por si só pudesse causar CKDu.
A proibição do comércio de fertilizantes químicos e pesticidas produziu uma grave crise económica, uma vez que a população prevê ficar sem rendimentos e sem alimentos. Em Novembro de 2021, o Sri Lanka abandonou o seu plano de se tornar a primeira nação agrícola biológica do mundo, após o aumento dos preços dos alimentos e semanas de protestos contra o plano. O governo cancelou algumas medidas, incluindo o levantamento da proibição da ureia e a importação de 44.000 toneladas de ureia ao abrigo da linha de crédito. O Sri Lanka procura introduzir o racionamento de bens essenciais em tempos de paz.
Em 29 de maio de 2022, o governo declarou que o cultivo da temporada de Yala cairia com uma previsão de 50% da colheita máxima e que o governo não pode fornecer fertilizantes para salvar a temporada, enquanto os estoques de arroz no país serão suficientes apenas até setembro.

### Guerra Russo-Ucraniana
Considera-se que as repercussões da invasão russa da Ucrânia em 2022 afetaram as já lentas condições económicas do Sri Lanka. A invasão agravou ainda mais a calamidade económica do país, uma vez que a Rússia é o segundo maior mercado para o Sri Lanka nas exportações de chá e o setor do turismo do Sri Lanka depende fortemente da Rússia e da Ucrânia, uma vez que a maioria das chegadas de turistas são provenientes das duas nações.
Como consequência, a crise ucraniana pôs fim à recuperação económica do Sri Lanka, tendo os sectores do chá e do turismo sido duramente atingidos. Em 13 de Julho, o Presidente ucraniano Volodymyr Zelensky declarou que a Rússia é responsável pela crise económica no Sri Lanka, acusando a Rússia de agravar uma crise alimentar global e de alimentar a inflação.

### Corrupção e impunidade
Um relatório da ONU de Setembro de 2022 destacou que a impunidade dos funcionários do Sri Lanka por violações dos direitos humanos e crimes económicos no país são razões da sua crise económica. O Sri Lanka ocupa a 102ª posição no Índice de Percepção da Corrupção (IPC).

## Impacto
Em 2021, o Governo do Sri Lanka declarou oficialmente a pior crise económica do país em 73 anos. Em agosto de 2021, foi declarada uma emergência alimentar. No entanto, o governo negou a escassez de alimentos. O Ministro da Energia do Sri Lanka, Udaya Gammanpila, reconheceu que a crise poderia levar a um desastre financeiro. No início de abril de 2022, o governador do Banco Central do Sri Lanka, Ajith Nivard Cabraal, foi substituído por Nandalal Weerasinghe. Em 5 de Abril, 41 membros do Parlamento abandonaram a coligação governante, causando uma perda de maioria no Parlamento 

### Escassez de eletricidade e combustível
A crise económica resultou em quedas no consumo de eletricidade, combustível e gás de cozinha, decorrentes da escassez. O Ministro das Finanças , Basil Rajapaksa, instou todas as autoridades governamentais a desligarem todas as luzes das ruas pelo menos até ao final de Março de 2022, numa tentativa de conservar eletricidade. Quase 1000 padarias foram fechadas em resposta à escassez de gás de cozinha. Longas filas formaram-se nos últimos meses em frente aos postos de gasolina. O aumento dos preços globais do petróleo agravou ainda mais a escassez de combustível.
A fim de conservar energia, as autoridades impuseram cortes diários de energia em todo o país. Em 22 de março de 2022, o governo ordenou que os militares colocassem soldados em vários postos de abastecimento de gás e combustível para conter as tensões entre as pessoas que fazem fila e para facilitar a distribuição de combustível. As vítimas incluem quatro mortes devido à fadiga e à violência. Foram registados cortes diários de energia durante sete horas ao longo de Março de 2022, que aumentaram para 10 horas no final do mês e novamente para 15 horas no início de Abril. Em julho de 2022, os cortes diários de energia foram reduzidos para 3 horas por dia.
Os jornais diários The Island e Divaina interromperam a publicação impressa devido à escassez de papel e à escalada de preços relacionada e mudaram para jornais eletrónicos. A produção de energia hidroeléctrica no Sri Lanka também foi afetada. Em 28 de junho de 2022, o governo suspendeu as vendas de combustível para veículos não essenciais. Apenas os autocarros, os comboios e os veículos utilizados para serviços médicos e transporte de alimentos podiam obter combustível.
Devido à escassez de combustível de aviação, a companhia aérea nacional do país, SriLankan Airlines, tem que fazer escalas para reabastecimento nos seus voos de longo curso, juntamente com outras companhias aéreas internacionais que voam de e para o Sri Lanka, em aeroportos nas cidades indianas de Chennai, Kochi e Trivandrum. A Autoridade de Aviação Civil do Sri Lanka também publicou um comunicado solicitando que todas as companhias aéreas internacionais levem combustível extra ao voar para o Sri Lanka.

### Inflação
Em fevereiro de 2022, a inflação era de 17,5%. A inflação anual dos alimentos foi de 24,7%, enquanto que os produtos não alimentares registaram uma taxa de 11%. A variação anual (fevereiro de 2021 a fevereiro de 2022) das pimentas vermelhas locais aumentou 60%, das batatas locais 74,8% e do arroz Nadu 64%.

### Educação e Saúde
Em Março de 2022, várias escolas no Sri Lanka anunciaram que os seus exames semestrais/de meio de ano seriam adiados indefinidamente, devido à escassez de papel em todo o país, principalmente devido à falta de reservas estrangeiras para importar papel. Os exames de teste de termo foram declarados para serem realizados em toda a ilha em 28 de março de 2022, mas devido à escassez aguda de papel de impressão e fitas de tinta, foi tomada a decisão de cancelar ou adiar os exames para uma data posterior. As escolas públicas estatais e as escolas privadas aprovadas pelo Estado foram reabertas em 25 de julho de 2022, após terem estado encerradas durante um mês devido à escassez de combustível.
Em 29 de março, todas as cirurgias programadas no Hospital Universitário de Peradeniya foram suspensas devido à escassez de medicamentos.
Muitos outros hospitais também aparentemente suspenderam cirurgias de rotina e também reduziram um grande número de exames laboratoriais. Também foi relatado que outros hospitais estatais estavam a ficar sem medicamentos que salvam vidas. Em 8 de Abril, o Conselho Médico do Sri Lanka emitiu um aviso de que haveria um número catastrófico de mortes, que provavelmente excederia o número combinado de mortes da COVID-19, do tsunami de 2004 e da Guerra Civil, a menos que fosse feito um reabastecimento de suprimentos em questão de semanas. A Cruz Vermelha de Singapura emitiu um alerta declarando a crise médica do Sri Lanka como uma "crise humanitária sem precedentes".
Em 10 de abril, os hospitais começaram a ficar sem tubos endotraqueais para ventilação de recém-nascidos, bebés e crianças. Os médicos solicitaram que as comunidades estrangeiras do Sri Lanka fornecessem ETTs neonatais de tamanhos 4 mm, 3,5 mm, 3 mm, 2,5 mm e 2 mm. A Associação Médica do Sri Lanka afirmou que todos os hospitais do país já não tinham acesso a instrumentos médicos importados e a medicamentos vitais.
Há relatos de que os médicos foram forçados a reutilizar equipamentos médicos antigos e usados para tratar os pacientes devido à escassez de novos equipamentos. Também há relatos de que os médicos realizaram cirurgias médicas usando a luz de telemóveis. Médicos em áreas rurais também foram forçados a costurar feridas no escuro devido a cortes de energia. Também se relata que os medicamentos de emergência para tratar ataques cardíacos são escassos.

### Turismo
Em Março de 2022, o Reino Unido e o Canadá alertaram os seus viajantes para que estivessem cientes da atual situação económica no Sri Lanka.

### Exportações
Devido à crise económica prevalecente no Sri Lanka, as principais marcas têxteis, incluindo a Zara, a Mango e a H&M, desviaram a sua atenção do Sri Lanka para a Índia, a fim de fazerem as suas encomendas. Na sequência do agravamento das condições económicas e políticas no Sri Lanka, a Índia também testemunhou um forte aumento nas encomendas estrangeiras de produtos de chá.

### Entretenimento e desportos
O principal fornecedor de serviços de televisão por protocolo de Internet no Sri Lanka, a SLT PEO TV, interrompeu e suspendeu temporariamente as operações de transmissão de canais estrangeiros devido a dificuldades de pagamento devido à crise do dólar e à crise económica no Sri Lanka. A edição de 2022 da Indian Premier League também foi interrompida a meio devido à incapacidade de fazer pagamentos à emissora anfitriã Star Sports.
A queda acentuada das reservas em dólares também prejudicou a subsistência dos desportistas no Sri Lanka e muitas associações desportivas nacionais não conseguiram enviar as suas equipas para eventos desportivos internacionais, especialmente quando eventos multidesportivos como os Jogos Asiáticos e os Jogos da Commonwealth se aproximam.

### Relações diplomáticas
Em Janeiro de 2022, o Alto Comissariado do Sri Lanka na Nigéria e os consulados do Sri Lanka na Alemanha e em Chipre foram temporariamente encerrados devido à falta de reservas estrangeiras. Em março de 2022, as embaixadas do Sri Lanka no Iraque e na Noruega e o seu consulado na Austrália também foram encerrados devido à falta de reservas em dólares.